# 林正美
林 正美（はやし まさみ、1949年 - ）は、日本の昆虫学者。埼玉大学名誉教授。専門は昆虫系統分類学（半翅目）。

## 略歴[1]
- 1949年神奈川県生まれ。
- 1972 横浜市立大学文理学部卒業
- 1974 九州大学大学院農学研究科修士課程修了、農学修士
- 1977 九州大学大学院農学研究科博士課程修了、農学博士

## 研究職歴[1]
- 1978 - 1984 埼玉大学教育学部助手
- 1984 - 1985 埼玉大学教育学部講師
- 1985 - 1998 埼玉大学教育学部助教授
- 1998 埼玉大学教育学部教授
- 埼玉大学名誉教授

上尾市の昆虫研究者である碓井徹らとともに2016年夏より川口市で中国大陸原産のタケオオツクツクの繁殖実態を調査、2017年に日本セミの会の学会誌で報告している。

## 主な著書
- 『半翅目 Hemiptera』、宮本正一との共著、東海大学出版会,日本産水生昆虫
- 『節足動物，昆虫類，カメムシ類（半翅目）』、東海大学出版会,琉球列島の陸水生物
- 『Homoptera ヨコバイ目（同翅目），Heteroptera カメムシ目（異翅目）』、沖縄生物学会,琉球列島産昆虫目録
- 『新版 種の生物学』、佐藤正孝編著、建帛社

- 『セミの生活を調べよう やさしい科学』、佐藤有恒との共著、さ・え・ら書房 (1984/06)
- 『アメンボ・コオイムシ・タガメ - カラーアルバム昆虫』、佐藤有恒【写真】、林正美【文】、誠文堂新光社 (1995/02)
- 『沖縄のセミ - 生態写真と鳴き声で知る全19種』、佐々木健志との共著、新星出版 (2006/07)
- 『日本産セミ科図鑑 - 詳細解説、形態・生態写真、鳴き声分析図』、税所康正との共編著、誠文堂新光社 (2011/02)、改訂版(2015/04)

## 所属学会
- 日本昆虫学会
- 日本動物学会
- 日本動物分類学会
- 日本半翅類学会
- 日本昆虫分類学会
- 日本応用動物昆虫学会
- 日本セミの会